# باتری‌های ساختاری

## مقدمه
این مقاله اشاره می‌کند به گونه جدیدی از کامپوزیتهای سبک‌وزن چند کاربردی که توانایی کاهش وزن خودرو و راحت تر کردن برق رسانی برای حمل ونقل در آینده را دارند.
ما از این مواد با عنوان باتریهای ساختاری یاد می‌کنیم. این مقاله وضعیت فعلی باتریهای ساختاری کامپوزیتی را مورد بررسی قرار می‌دهد. تمرکز بر فعالیتهایی است که توسط یک تیم چند رشته‌ای در سوئیس، برای مورد بررسی قرار دادن باتریهای ساختاری کامپوزیتی که از پلیمرهای تقویت شدهٔ فیبر کربن ساخته شده‌اند انجام شده‌است.

## معرفی
نیاز به گسترش حمل و نقل هوایی و زمینی امن تر، سبزتر و با قابلیت رقابت بیشتر به عنوان اهمیتی بحرانی، اجتماعی و تجاری شناخته می‌شود. در حمل و نقل جاده ای، برق رسانی به حمل ونقل و جا به جایی شهری به فوری‌ترین موضوع مورد بررسی در تحقیقات تبدیل شده‌است. به علاوه، ایده خودروهای سبز، نیاز به مواد سبک پیشرفته برای طراحی خودروهای سبک برقی آینده را برجسته می‌کند. تحقیق دربارهٔ باتریهای ساختاری کامپوزیتی در این زمینه، با هدف هموارتر کردن مسیر رسیدن به ذخیره کننده‌های انرژِی بی وزن در ساختار خودروهای آینده انجام شده‌است. این امر با تحقق یافتن مواد کامپوزیتی سبک چند کاربردی که توانایی تحمل بار مکانیکی و ذخیره کردن انرژِی الکتریکی به صورت همزمان را دارند به وقوع خواهد پیوست. این مواد امکان صرفه جویی در وزن را برای وسایل نقلیهٔ هیبریدی و برقی آینده فراهم می‌کنند و توانایی تولید وسایل نقلیه بسیار کم مصرف و بدون انتشار (مانند انتشار گازهای گلخانه ای و گازهای مضر دیگر) از دوچرخه گرفته تا خودروها و قایقها تاهواپیماها را مهیّا می‌کنند. مانند مثالی که در شکل ۱ نشان داده شده‌است.
کامپوزیتهای باتری ساختاری متعلق به کلاس جدیدی از کامپوزیتهای چند منظوره به نام کامپوزیتهای قدرت ساختاری هستند.این باتریها از کامپوزیتهای ساختاری با توانایی ذاتی در ذخیره انرژی الکتریکی تشکیل شده‌اند. مانند خازنهای ساختاری، ابر خازنها و باتریها. مقاله حاضر فقط به کامپوزیتهای باتری ساختاری می‌پردازد.
دو رویکرد مختلف برای دستیابی به عملکرد مکانیکی و الکتریکی ترکیبی در سازه‌ها وجود دارد. یک رویکرد افزودن ویژگیها به یک جزِء است. این کار به عنوان مثال در اثر تعبیه باتریهای لایه نازک در ورقه‌های کامپوزیت انجام می‌شود. اینها اساساً ساختارهای ساندویچی هستند. چنین دستگاه‌هایی به مواد تشکیل دهنده چند منظوره متکی نیستند بلکه بیشتر مونتاژ اجزای سازنده (یعنی ورقهای کامپوزیت، هسته فوم و باتری لایه نازک) هستند. ما از اینها به عنوان ساختارهای چند منظوره یاد می‌کنیم. رویکرد دوم ساخت یک ماده چند منظوره است که در آن هر سازنده چندین عملکرد را انجام می‌دهد.  در چنین کامپوزیتهای باتری ساختاری، الیاف کربن به عنوان تقویت کننده و الکترود عمل می‌کنند و پلیمر به عنوان ماتریس و الکترولیت عمل می‌کند. این مقاله فقط بر روی مواد چند منظوره، یعنی مواد ترکیبی باتری ساختاری تمرکز دارد.
طرحهای اولیه ساخت باتری متکی به یک ساختار چند لایه بود که در آن دو لایه الکترود توسط یک لایه عایق الکتریکی (جدا کننده) از هم جدا شده بودند. این طراحی، انتخابی بدیهی است چرا که ساختاری رایج برای لمینیتهای کامپوزیتی و باتریهای مرسوم است. امّا طراحی چند لایه تعدادی چالش مهم ایجاد می‌کند که باید رفع شوند تا به یک باتری ساختاری عملی منجر شود. یکی از این چالشها، رسانایی یونی و ویژگیهای مکانیکی ترکیب الکترولیت و ماتریس است. کمبود سیستمهای الکترولیت پلیمری بسیار رسانا و سخت، تحقق کامپوزیتهای باتری ساختاری را با مشکل روبرو می‌کند. دوم، ضخامت لایه جدا کننده است. لایه‌های جدا کننده ضخیم به‌طور قابل توجهی قدرت و چگالی انرژی کامپوزیت باتری ساختاری را کاهش می‌دهد و مقاومتهای داخلی باعث اتلاف انرژی زیادی می‌شود. ضخامت جداکننده باتریهای معمولی حدود ۲۰–۳۰ میکرو متر است. این بسیار نازک‌تر از ورقه‌های کامپوزیت معمولی است که به‌طور معمول ۱۰۰–۲۰۰ میکرومتر ضخامت دارند. برای غلبه بر این چالشها الکترولیتهای باتری ساختاری جدیدی تولید شده‌اند. یک روش برای توسعه الکترولیت ساختاری ابتدا توسط اسنایدر و همکارانش با استفاده از سیستمهای الکترولیت بلوک کوپلیمر به عنوان ماتریس کامپوزیت پیشنهاد شد. اینها شامل یک مونومر پیوند عرضی به عنوان تقویت کننده ساختاری و یک مونومر غنی از اکسید اتیلن (EO) به عنوان تقویت کننده انتشار پلیمر هستند. یک روش جایگزین برای ابر خازنهای ساختاری نیز برای کامپوزیتهای ساختاری باتری در نظر گرفته شده‌است. شیرشوا به همراه همکارانش یک سیستم پلیمر-مایع یونی دو پیوسته را پیشنهاد کرد. در چنین سیستمهایی ساختار پلیمر توخالی بارهای مکانیکی را منتقل می‌کند و مایع یونها را در کانالهای توخالی خود منتشر می‌کند. با استفاده از این روشها، الکترولیتهای ساختاری با سختی تا 1 GPa و هدایت یونی بیش از 10−4 S cm−1 تحقق یافته‌اند. با توجه به ویژگیهای چند منظوره الکترولیتهای ساختاری موجود، دو طرح مختلف باتری ساختاری تکامل یافته‌است: الگوی ساختمانی باتری ساختاری چند لایه و الگوی ساختمانی الیاف سه بعدی. اینها به صورت شماتیک در شکل ۲ نشان داده شده.

## الیاف کربن، عاملی مهم در کامپوزیتهای باتری ساختاری

### الیاف کربن به عنوان الکترودهای منفی در کامپوزیتهای باتری ساختاری
برای تحقق کامپوزیتهای باتری ساختاری، الیاف کربن باید به‌طور همزمان دو عملکرد را انجام دهند: بارهای مکانیکی را حمل کنند و به عنوان یک الکترود فعال باتری عمل کنند. در مورد دوم، الیاف کربن باید بتوانند یونها را در نانو-ساختار الیاف خود ذخیره کنند. این زمانی است که یونها (در حالت مورد بررسی ما یونهای لیتیوم) در هنگام شارژ به الیاف وارد می‌شوند و هنگام تخلیه از آن خارج می‌شوند، در حالت مورد بررسی ما نیز به ترتیب لیتیاژ و دلیتیاژ را نشان می‌دهد. در یک سلول باتری کامل، یونهای لیتیوم در هنگام شارژ به الکترود منفی کربن وارد شده یا لیتیاژ می‌شوند و در هنگام تخلیه از آن خارج یا دلیتیاژ می‌شوند.
چند مسئله اساسی در رابطه با خود الیاف باید مورد مطالعه قرار گیرد. آیا می‌توان فیبر کربن را لیتیزه کرد و لیتیوم را به عنوان الکترود باتری ذخیره کرد؟ چه نوع الیاف برای ذخیره لیتیوم مطلوب ترند؟ تلفات الکتروشیمیایی در هنگام شارژ و دشارژ چقدر است؟ آیا بار مکانیکی بر روند لیتیاژ و دلیتیاژ کردن تأثیر می‌گذارد؟ از آنجا که لیتیوم در میکرو-ساختار فیبر فضا را اشغال می‌کند چه اتفاقی برای فیبر رخ می و آیا این بر خصوصیات مکانیکی فیبر تأثیر می‌گذارد؟

### خواص مکانیکی الیاف کربن
الیاف کربن شاید بهترین خصوصیات مکانیکی خاص را در بین تمام مواد مورد استفاده تجاری در ساختارهای با کارایی بالا داشته باشد. الیاف کربن بر اساس اینکه از چه موادی ساخته شده‌اند دو کلاس اصلی دارند: ۱. الیاف کربن مبتنی بر قیر (Pitch based fibers) و الیاف مبتنی بر پلی کرنشهای خرابی کم و به میزان کمتر از ۱٪. آنها معمولاً دارای محتوای گرافیتی بالا با بلورهای بزرگ و جهت دار هستند. الیاف مبتنی بر PAN امروزه بیشترین الیاف کربن هستند که مورد استفاده قرار می‌گیرند و دارای طیف گسترده‌ای از کیفیت هستند. بر اساس پارامترهای مقدماتی و فرایند، ریزساختار آنها می‌تواند به میزان قابل توجهی متنوع باشد، خصوصاً با توجه به اندازه و جهت کریستالیت. از این رو الیاف کربن دامنه وسیعی از ویژگیهای مکانیکی و فیزیکی را دارا هستند. مدول آنها از حدود 200-600 GPa و با قدرت حدود 3000-6000 MPa است. الیافی که در محدوده پایین سختی (و با مقاومت بالا) هستند، الیاف HS (مقاومت بالا) یا HT (سختی بالا) نامیده می‌شوند. این الیاف دارای محتوای گرافیتی کمتری هستند و بلورهای کوچک دارند و کریستالهای آنها جهت‌گیری زیادی ندارند. الیاف با مدول متوسط (IM) که مدولی در حدود 300-400 GPa دارند، هم محتوای گرافیتی بالاتری دارند و هم تا حدودی بلورهای بزرگ‌تر دارند و هم این بلورها جهت‌گیری بیشتری دارند. همچنین الیاف با مدول فوق‌العاده زیاد مبتنی بر PAN وجود دارد که در دماهای بسیار بالا گرافیتی می‌شوند، محتوای گرافیتی بالا، جهت‌گیری بالا و مدول بیش از 500 GPa را دارند. کارهای اولیه در ژاپن نشان داد که الیاف PAN الکترودهای بسیار خوبی هستند، در حالی که الیاف کربن بر اساس قیر این‌طور نیستند. تعیین خصوصیات گسترده فیبر کربن معاصر که توسط کیجل و همکارانش انجام شده‌است، ظرفیت بالای الیاف کربن مبتنی بر PAN را تأیید می‌کنند، به عنوان مثال الیاف IMS65 و T800.

## سخنان پایانی
کامپوزیت باتری ساختاری یک ماده سبک جدید است. نه تنها چگالی اجزای سازنده مواد کامپوزیتی کم است، بلکه این ترکیبات توانایی استثنایی در انجام دو عملکرد حیاتی برای وزن سبک را نیز نشان می‌دهند. اولاً، الیاف کربن سفت و محکم هستند و دارای خواص مکانیکی خاص بی‌سابقه ای هستند. همچنین الیاف کربن دارای مشخصات الکتروشیمیایی استثنایی، با ظرفیت خاص بسیار بالا و کارایی کولنبیک هستند. ثانیاً، الکترولیتهای باتری ساختاری اکنون در دسترس هستند که می‌توانند بارهای مکانیکی را به‌طور مؤثر منتقل کرده و یونهای لیتیوم را جابه‌جا کنند. در نتیجه، اکنون ساختارهای کامپوزیتی زیادی از باتری ساختاری می‌توانند محقق شوند. با بیان این مطلب، هنوز تحقیقات کمی در مورد نحوه طراحی و ساخت الکترودهای ساختاری مثبت انجام شده‌است. به‌طور مشابه، فقط چند تلاش برای ساختن سلولهای باتری ساختاری تاکنون گزارش شده‌است. این تا حدی به دلیل کمبود الکترودهای مثبت ساختاری است. سرانجام، با توجه به مشکل ترمومکانیکی-الکتروشیمیایی همراه، رویکردهای مدل‌سازی جدید در حال توسعه است. تجزیه و تحلیل عملکرد چند منظوره با چنین ابزارهایی به یک پایگاه داده گسترده وابسته است، که در حال حاضر موجود نیست.
در این مقاله ما مروری داریم بر تحقیقات انجام شده بر روی کامپوزیتهای باتری ساخاری تا به امروز. تا به حال کارهای اساسی انجام شده‌است. با این حال، قبل از اینکه کامپوزیتهای باتری ساختاری راه حلی برای ذخیره انرژی کم وزن در حمل و نقل برقی جاده ای، هوایی و دریایی آینده ارائه دهند، کار قابل توجهی در مورد سلول کامل باتری ساختاری و اعتبار سنجی و تولید آن باقی مانده‌است. تا به امروز، هیچ متوقف کننده ای برای تحقق کامپوزیتهای باتری ساختاری مشخص نشده‌است. با این وجود، موضوعات مربوط به افزایش مقیاس فرایند تولید، مدیریت برق و اتصال و همچنین بازیافت هنوز باید مورد توجه قرار گیرند.